# Дельфінарій

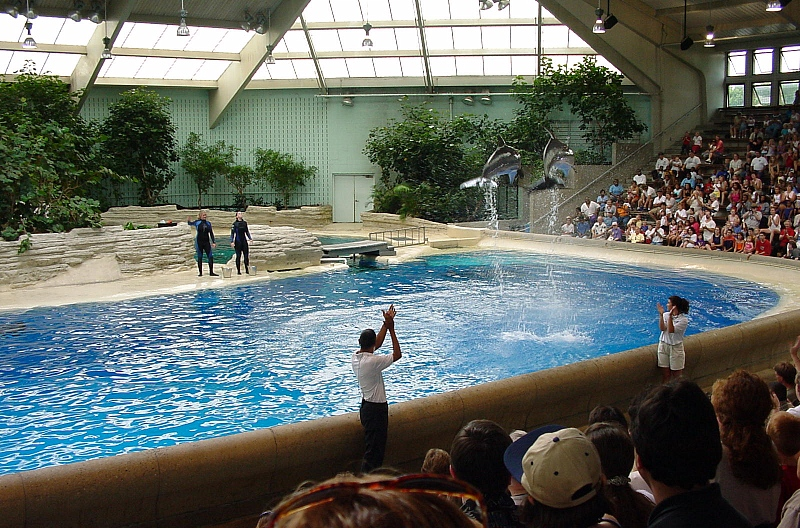
Дельфінарій

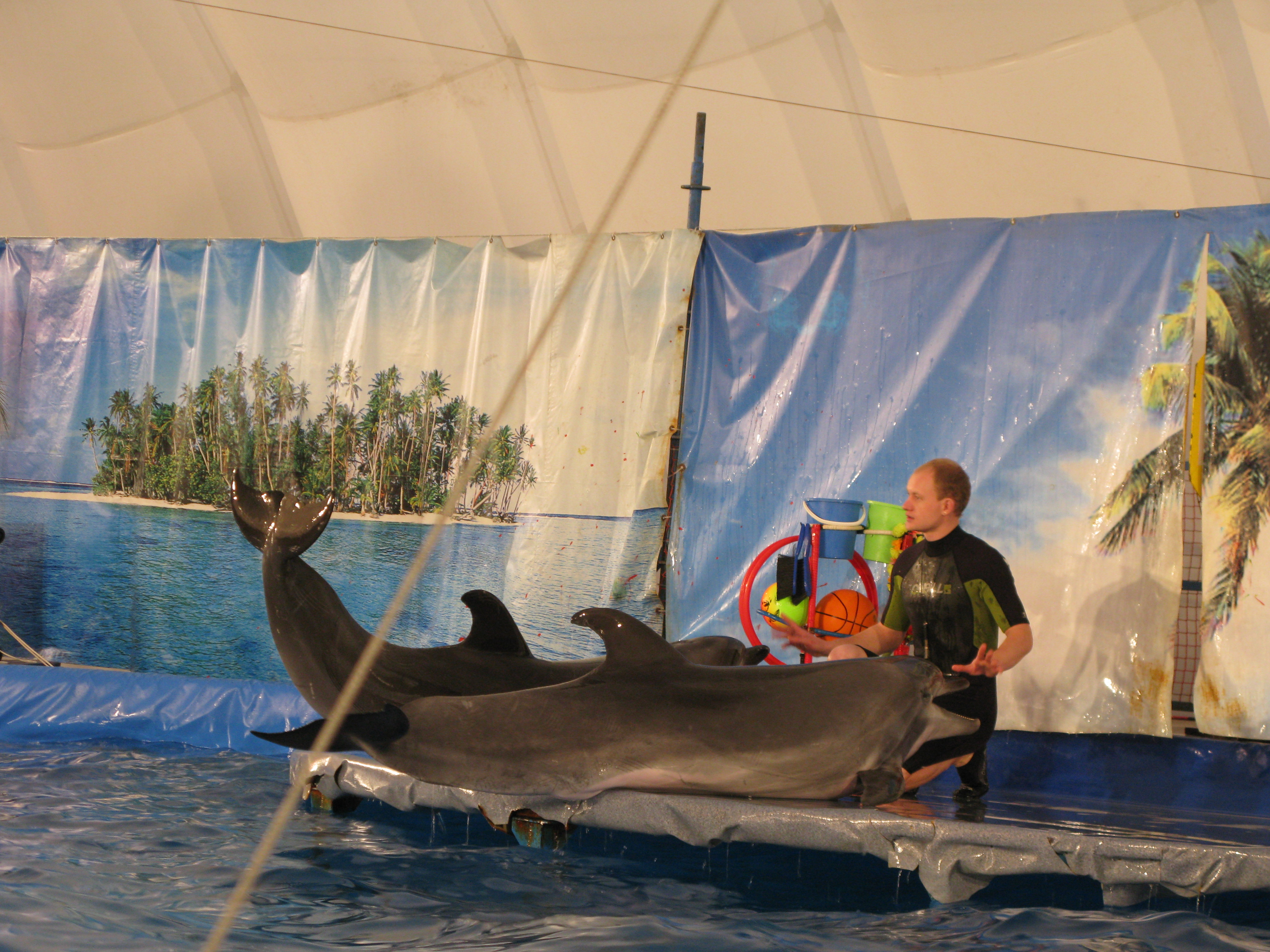
Дельфінарій у Челябінську.

Дельфінарій, Океанаріум — установа, до складу якої входить комплекс інженерно-технічних споруд і систем для утримання в умовах неволі, а також видовищних виступів морських ссавців (китоподібних і ластоногих). В Українських дельфінаріях  — утримують, як правило, чорноморських афалін (Tursiops truncatus ponticus).
Відловлюють дельфінів для дельфінаріїв способом загінного полювання.
Типи споруджень дельфінарію можуть бути різними, залежно від локальних природних умов:
- із традиційними бетонними, металевими або пластиковими басейнами;
- пальово-сітковими;
- природна акваторія, обгороджена сітковими стінками;
- плавучий із сітковими або ізольованими відсіками для утримання тварин;
- комплекс, що поєднує спорудження різних типів.

Залежно від кліматичних умов басейни і вольєри можуть бути відкритими або розміщатися розміщуватися під постійною або покрівлею, що знімається.
Водообмін і водопідготовка в місцях утримання може здійснюватися:
- по замкненому контуру із природною або штучно приготованою морською водою;
- прокачуванням води безпосередньо із природної акваторії за розімкнутою схемою;
- природно — природно внаслідок течій у природній акваторії;
- комбінованим способом.

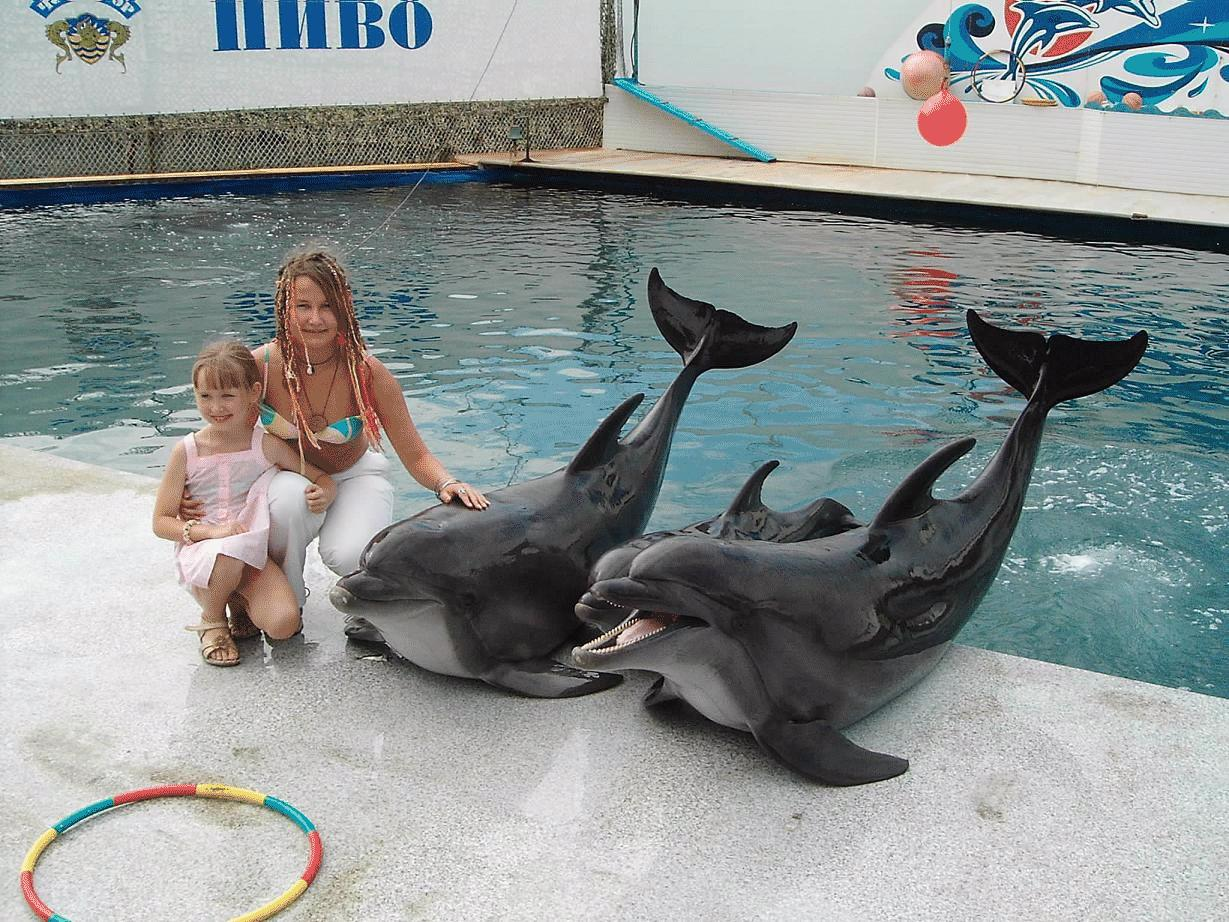
Севастопольський дельфінарій

В Україні дельфінарії широко представлені у Криму — в Коктебелі, Севастополі, Ялті. Також відкриті дельфінарії в Одесі, Харкові, Києві та в Трускавці.

## Українські дельфінарії
- Науково-дослідний центр Збройних Сил України «Державний океанаріум»
- «Акваторія» — театр морських тварин (Ялта)
- Бердянський дельфінарій «Немо» відкрито у 2010 р., закрито у вересні 2010
- Дніпропетровський «Кобзов» відкрито у 2009 р., закрито у червні 2010
- Донецький дельфінарій «Немо» відкрито у 2009 р.
- Євпаторійський дельфінарій
- Карадазький дельфінарій
- Київський дельфінарій «Кобзов», відкрито у 2008 р., закрито у квітні 2010
- Київський дельфінарій «Немо», відкрито в 2009 р., закрито восени 2017
- Коктебельский дельфінарій, відкрито в 2007 р.
- Львівський «Кобзов» відкрито у 2009 р., закрито у квітні 2010
- Одеський дельфінарій «Немо» відкрито в 2005.
- Партенітський (Алуштинський) дельфінарій
- Севастопольський дельфінарій в Артбухті, відкритий у 1997 році
- Харківський дельфінарій «Немо» відкрито в 2009 р.
- Ялтинський (Лівадійський) дельфінарій — закрито у серпні 2011 р.
- приватна мережа дельфінаріїв «Оскар» — станом на серпень 2019 року 3 заклади у курортних місцинах: у м. Трускавці (Львівська область), смт. Кирилівці (Запорізька область), с. Генгірці (Херсонська область) (співзасновник Т. П. Чекурда).

## Критика дельфінаріїв
Дельфінарії все частіше зазнають гострої критики від захисників тварин через жорстоке поводження з дельфінами, порушення їхніх прав і численні порушення природоохоронного законодавства. У 2010 р., за даними Державної екологічної інспекції України, у всіх 14 діючих дельфінаріях: "Суб'єкти господарювання утримують і використовують морських тварин у видовищних заходах з порушенням вимог статей 7, 8, 25 Закону України «Про захист тварин від жорстокого поводження». Також виявлені інші порушення законів України «Про тваринний світ» та «Про Червону книгу України». Київський дельфінарій не має дозволів з боку пожежної, санітарної, екологічної та архітектурно-будівельної інспекцій, що створює загрозу життю і здоров'ю людей, що його відвідують . Державні контролюючі органи, а також суди за постійне порушення законів з боку дельфінаріїв неодноразово закривали дельфінарії в Києві, Одесі та інших містах України.